# Мишо, Жанин
Жанин Мишо (фр. Janine Micheau; 17 апреля 1914, Тулуза — 8 октября 1976, Париж) — французская оперная певица (сопрано).

## Биография
Жанин Мишо родилась в 1914 году в Тулузе. Обучалась вокалу в родном городе, затем в Парижской консерватории. Её дебют состоялся в 1933 году на сцене Опера-Комик, в роли разносчицы газет в «Луизе» Шарпантье. В 1935 году выступила в Амстердаме, в партии Мелизанды («Пеллеас и Мелизанда» Дебюсси).
В 1938 году получила ангажемент в Парижской опере. Продолжала также выступать в Опера-Комик. Много гастролировала, пела в Метрополитен-опере, в театре Ла Скала, в Ковент-Гардене, в Венской опере, в Большом театре и пр.
В числе партий Мишо были Олимпия («Сказки Гофмана» Оффенбаха), Микаэла («Кармен» Бизе), Цербинетта («Ариадна на Наксосе» Штрауса), Джильда, Виолетта («Риголетто», «Травиата» Верди), Креуза («Медея» Мийо) и т. д. Она также известна своими ролями в операх Моцарта (Памина в «Волшебной флейте» и пр.) и композиторов XX века (Стравинский, Берг и др.). Дариюс Мийо создал специально для Мишо партию Мануэлы в своей опере «Боливар».
Вокальная техника Жанин Мишо сочетала в себе особенности французской, итальянской и немецкой школ. Сохранился ряд записей с её участием, которые создавались на всём протяжении её карьеры (с 1939 по 1974 год). Преподавала пение в Парижской консерватории и зальцбургском Моцартеуме.
Певица оставила сцену в 1968 году. Умерла в 1976 году в Париже.